# Landkanton Peine
Der Kanton Peine-Land bestand von 1807 bis 1813 im Distrikt Braunschweig im Departement der Oker im Königreich Westphalen und wurde durch das Königliche Decret vom 24. Dezember 1807 gebildet. Der Landkanton hatte keinen eigenen Hauptort und wurde vom Ort Meerdorf aus verwaltet.

## Gemeinden
- Rüper mit Wense und Meerdorf
- Duttenstedt mit Essinghausen
- Woltorf, Sophiental und Fürstenau
- Zweidorf
- Wendeburg mit Harvesse
- Neubrück